# Eriocheir
Genre
Eriocheir est un genre de crabes de la famille des Varunidae.

## Liste des genres
- Eriocheir hepuensis Dai, 1991
- Eriocheir japonica (De Haan, 1835) synonyme Eriocheir formosa Nakagawa, 1915
- Eriocheir ogasawaraensis Komai in Komai, Yamasaki, Kobayashi, Yamamoto & Watanabe, 2006
- Eriocheir sinensis H. Milne Edwards, 1853 - crabe chinois

## Référence
- De Haan, 1835 : Crustacea. Fauna Japonica sive Descriptio Animalium, Quae in Itinere per Japoniam, Jussu et Auspiciis Superiorum, qui Summum in India Batava Imperium Tenent, Suscepto, Annis 1823–1830 Collegit, Noitis, Observationibus et Adumbrationibus Illustravit. p. 1–243.